# Blagoje Bersa
Blagoje Bersa, hrvaški skladatelj in pedagog, * 21. december 1873, Dubrovnik, Dalmacija, † 1. januar 1934, Zagreb.

## Življenje
Glasbo je študiral na konservatorijih v Zagrebu in na Dunaju. Tam je do leta 1919 tudi živel. Po tem letu je postal profesor na zagrebškem konservatoriju, kjer je vzgojil veliko mlajših hrvaških skladateljev.

## Delo
Kot skladatelj je bil blizu glasbenemu izrazu Richarda Straussa in Gustava Mahlerja. Skladal je klavirske, vokalne in orkesterske skladbe, samospeve in opere. Njegovo najbolj poznano delo je opera v treh dejanjih Ogenj, ki je bila krstno izvedena 12. januarja 1911 v Zagrebu.